# Dasol
Dasol  (Bayan ng  Dasol), antes conocido como San Vicente de Dasol es un municipio filipino de tercera categoría, situado en la isla de Luzón. Forma parte de la provincia de Pangasinán situada en la Región Administrativa de Ilocos, también denominada Región I

## Geografía
Se halla situado en terreno desigual en la parte litoral de la provincia; le combaten los
vientos reinantes, y el clima es bastante templado y saludable; no padeciéndose de ordinario
otras enfermedades que las regionales, que producen los cambios de estaciones.

### Barangays

Barrios de Dasol

El municipio de Dasol se divide, a los efectos administrativos, en 18 barangayes o barrios, conforme a la siguiente relación:
En un principio Dasol contaba con siete barrios: Tambobong, Tanobong, Uli, Malacapas, Bongalon, Alilao y Población.
En 1924 , pasa del municipio de Infanta a Dasol, y años más tarde, por su crecimiento demográfico formar otras tres barrios, a saber Macalang, Viga y Tambac.
De Tambobong se segrega Magsaysay; de Tanobong (Malimpin),  San Vicente; de Bongalon (Hermosa),   Pétalo de sus dos sitios Penec y Espital;  y de Alilao,  Amalbalan y Gais-Guipe.
Los sitios de Macalang, Pantol, Tapac y Pagdagaan se constituyeron en un barrio de Macalang.
| Barrio      | Zona | Poplación (2010) | Alcalde pedáneo      | Presidente Consejo de la Juventud |
| ----------- | ---- | ---------------- | -------------------- | --------------------------------- |
| Alilao      | I    | 410              | Jonathan Beltran     | Manilyn Nacar                     |
| Amalbalan   | III  | 1,782            | Johnny Versoza       | Xavera Lao                        |
| Bobonot     | II   | 1,331            | Levito Bonalos       | Jonalyn Leandado                  |
| Eguía       | IV   | 3,114            | Orlando Quinitio Jr. | Alwin q.Manding                   |
| Gais-Guipe  | II   | 2,415            | Alejandre Balazon    | Vladimir Mamaril                  |
| Hermosa     | III  | 1,666            | Ludovico Bonustro    | Desairah Vidal                    |
| Macalang    | IV   | 1,964            | Salvador Ramírez     | Anthony Pobletin                  |
| Magsaysay   | II   | 669              | Rogelio Bustria Sr.  | Mark Buston                       |
| Malacapas   | II   | 715              | Sergio Espinoza      | Cesar Bongar                      |
| Malimpin    | I    | 1,399            | Rolando Basuel       | Juliet Lemon                      |
| Osmeña      | V    | 1,522            | Berlina Arroyo       | Mary Ann Mabalot                  |
| Petal       | III  | 1,388            | Amante García        | Arvin Cereza                      |
| Población   | I    | 3,337            | Jaime Baraan         | Jonathan Ray Colobong             |
| San Vicente | I    | 851              | Jose Fernández       | Michelle Ann Cabang               |
| Tambac      | IV   | 765              | Percival Nacar       | Celly Basuel                      |
| Tambobong   | V    | 1,634            | Sergio B. Salanga    | John Carl Barnachea               |
| Uli         | V    | 1,370            | Doby Mejala          | Celobeth Rivera                   |
| Viga        | IV   | 659              | Rodolfo Mojeca       | Arnel Bonus Jr.                   |

### Demografía
Dazol o Dosol, a mediados del siglo XIX contaba con una población de 1,610 almas.

## Historia
Este municipio debe su nombre a la hierba medicinal dosol cuya hojas son verdosas y de forma ovalada.
Se utiliza para curar heridas infectadas.
Su nombre fue mal pronunciado por los españoles, de modo que cuando el lugar se estableció como municipio en el siglo XIX,  Dasol fue su nombre oficial.
A mediados del siglo XIX San Vicente de Dasol era una visita de Balincaguín.

"...BALICAGUING: pueblo con cura y gobernadorcillo, en la isla de Luzón, provincia de Zambales, diócesis del Arzobispado de Manila..." 

"...Pertenecen a la jurisdicción de este pueblo en lo civil y eclesiástico sus visitas o anejos llamados San Vicente de Dasol y San Isidro de Polot ..." 

"...el TERMINO confina con los de sus visitas mencionadas..."
Diccionario Buzeta, 1850

"...DAZOL ó DOSOL: visita ó anejo, que forma jurisd. civil y ecl. con los de Balingcaguing y San Isidro de Potot, en la isla de Luzon , prov. de Zambales , dióc. del arz. de Manila ;..."
Diccionario Buzeta, 1850

En 1878 Dasol formaba parte del municipio de San Isidro de Putot, hoy  Burgos, que también incluye el municipio de Mabini, entonces barrio Balincaguín,  el más densamente poblado que más tarde se convertiría en municipio independiente.
Pero sus habitantes,  deseosos de mejores condiciones de vida, se trasladaron hacia el suroeste, concretamente a los caladeros de Uli.

### Incorporación a Pangasinán
El 7 de noviembre de 1903, durante la ocupación estadounidense, la parte norte de Zambales fue incorporada a la provincia de Pangasinán.
Concretamente los municipios de  Alaminos, Bolinao, Anda, San Isidro de Putot, Bani, Agno e Infanta.
En el año 1911  Dasol separó de San Isidro de Putot más terde renombrado como Burgos en honor a José Apolonio Burgos.
Balincaguín fue renombrado como Mabini en honor de Apolinario Mabini quien escribió un análisis sobre el futuro de Filipinas en el caso en que España fuera derrotada en la Guerra hispano-americana y las Filipinas fueran cedidas a los Estados Unidos.